# دمیتریفکا (جمهوری آلتای)
دمیتریفکا (به لاتین: Dmitriyevka) یک منطقهٔ مسکونی در روسیه است که در جمهوری آلتای واقع شده‌است.